# Conca de Barberà
Pour les articles homonymes, voir Conca (homonymie) et Barberà.
La Conca de Barberà (Conque de Barbaira en français) est une comarque espagnole de Catalogne

## Carte
| Anoia Bages Segarra Solsonès Conca de · Barberà Moianès Osona Berguedà Basse · Cerdagne Alt · Urgell Pallars · Sobirà Val d'Aran Alta · Ribagorça Pallars · Jussà Noguera Urgell Pla · d'Urgell Segrià Garrigues Alt · Penedès Baix · Llobregat Barcelonès Vallès · Occidental Maresme Vallès · Oriental Ripollès Garrotxa Alt Empordà Pla de · l'Estany Gironès Selva Baix · Empordà Garraf Baix · Penedès Tarragonès Alt · Camp Baix · Camp Priorat Ribera · d'Ebre Terra · Alta Baix Ebre MontsiàFrance Pyrénées-Orientales Ariège Haute · Garonne Andorre Aragon Communauté valencienneMer Méditerranée |

## Géographie
Elle fait partie de Camp de Tarragona, qui occupe, en gros, le bassin que formaient les terres de l’ancien duché de Montblanc (son chef-lieu actuel) et aussi celles de l’ancien comté de Quéralt. Se trouve aux sources de la rivière Francoli.

## Histoire
Cette rivière le Francoli tire son nom des Francs, car pendant très longtemps elle fut la toute dernière frontière entre le monde chrétien européen et le monde islamique hispano-médiéval.
On y trouve certaines coïncidences avec des noms de villages français :
Blancafort (il y en a un dans le Cher), Forès (Forez en français),
Llorac (Laurac en français), Senan, Rocafort de Queralt (Roquefort-de-Quéralt en fr.), Pontils, Montargull (fr. Montargueil), 

## Les communes
Barberà de la Conca, Blancafort, Conesa, l'Espluga de Francolí, Forès, Llorac, Montblanc, Passanant i Belltall, les Piles, Pira, Pontils, Rocafort de Queralt, Santa Coloma de Queralt, Sarral, Savallà del Comtat, Senan, Solivella, Vallclara, Vallfogona de Riucorb, Vilanova de Prades, Vilaverd, Vimbodí i Poblet

## Monuments et lieux touristiques
Cette comarque est connue pour ses vins, et pour l’architecture médiévale préservée, surtout dans la vieille ville de Montblanc, et 
dans le monastère de Poblet, déclaré Patrimoine mondial par l’UNESCO et ancien panthéon des rois d’Aragon.